# 대한양계협회
대한양계협회는 양계산업의 건전한 발전과 양계업자의 경제적·사회적 지위향상과 복리증진에 기여함을 목적으로 1973년 6월 14일 설립된 대한민국 농림수산식품부 소관의 사단법인이다. 사무실은 서울특별시 서초구 서초3동 1516-5에 있다.

## 주요 사업
- 양계업의 경영지도사업
- 닭경제능력검정 및 종계일반검정사업
- 양계산물(닭고기, 계란) 소비촉진 홍보사업
- 생산성향상 및 사육조절사업(교육, 세미나 등)
- 지도조사사업(가격, 생산비 등)
- 간행물 발간사업(월간양계, 양계속보 등)